# Ачижа
Ачижа или Очижа (бел. Ачыжа) — деревня в Червенском районе Минской области. Входит в состав Червенского сельсовета. До 30 октября 2009 года входила в состав Гребенецкого сельсовета.

## Географическое положение
Находится примерно в 14 км к юго-востоку от райцентра, в 77 км от Минска, в 28 км от железнодорожной станции Пуховичи, на реке Болочанка.

## История
Населённый пункт известен с XVI века на территории Минского воеводства ВКЛ. На 1600 год относилась к имению Болоча, принадлежавшему выходцам из Московии Лядским, позднее — князя Счастного-Головчинского. В XVII веке принадлежала роду Быковских, в этот период здесь построена деревянная приходская церковь. В результате II раздела Речи Посполитой 1793 года вошла в состав Российской империи. На 1800 год деревня Очижье, являвшаяся шляхетской собственностью и входившая в состав Игуменского уезда Минской губернии, здесь было 26 дворов, проживали 211 человек, действовали православная церковь, кузница и деревянная корчма, вблизи деревни был одноименный фольварок. В 1841 году в деревне построена деревянная Покровская церковь. На 1845 год здесь было 14 дворов и примерно 130 жителей. На 1863 год село, здесь было открыто земское народное училище, находившееся в общественном здании и существовавшее за средства местных крестьян. На 1867 год в нём обучались 45 учеников (30 мальчиков и 15 девочек). На 1870 год в составе Пуховичской волости, здесь было 126 жителей, рядом располагалось одноименное имение помещика Ф. Русецкого. На начало 1880-х в селе было 36 дворов и 290 жителей, имелись две православные церкви. В 1893 году в Очиже была открыта одноклассная церковно-приходская школа для мальчиков. Согласно переписи населения 1897 года в селе было 78 дворов, проживали 468 человек, функционировали земское народное училище и церковно-приходская школа, православная церковь, корчма, хлебозапасный магазин. В имении проживали 13 человек. На 1908 год село насчитывало 75 дворов и 454 жителя. На 1910 год церковно-приходская школа насчитывала 82 ученика (49 мальчиков и 33 девочки). В 1912 году она преобразована в народное училище. На 1917 год в селе был 101 двор и 484 жителя, ещё 13 человек проживали в имении. В октябре 1917 года здесь установилась советская власть. С февраля по декабрь 1918 года село было оккупировано немцами, с августа 1919 по июль 1920 — поляками. 20 августа 1924 года вошла в состав вновь образованного Гребенецкого сельсовета Червенского района (с 20 февраля 1938 — Минской области. Переписью населения СССР 1926 года отмечены две одноименные деревни: в первой насчитывалось 4 двора, проживали 19 человек, во второй — 80 дворов и 400 человек. В 1929 году в Ачиже организован колхоз имени Сталина, на 1932 год туда входило 65 крестьянских хозяйств. На 1940 год в деревне было 55 дворов, проживали 250 человек. Во время Великой Отечественной войны деревня оккупирована немцами в начале июля 1941 года. В районе Ачижи действовала партизанская бригада «Красное Знамя». В мае 1944 года немецко-фашистские захватчики сожгли деревню и убили 180 человек, ещё 14 сельчан погибли на фронтах. После войны деревня была восстановлена. На 1960 год её население составило 313 человек. В 1980 году в память о погибших сельчанах в центре деревни был поставлен памятник-стела. В 1980-е годы деревня относилась к совхозу «Гребенецкий». На 1997 год здесь насчитывался 51 двор, проживали 124 человека. В это время здесь функционировали животноводческая ферма и магазин. 30 октября 2009 года в результате упразднения Гребенецкого сельсовета деревня была передана в Червенский сельсовет. На 2013 год здесь было 29 круглогодично жилых домов, 331 житель.

## Население
- 1800 — 26 дворов, 211 жителей
- 1845 — 14 дворов, 130 жителей
- 1870 — 126 жителей
- 1880-е — 36 дворов, 290 жителей
- 1897 — 78 дворов, 468 (481) жителей
- 1908 — 75 дворов, 454 жителя
- 1917 — 101 двор, 484 (497) жителя
- 1926 — 84 двора, 419 жителей
- 1940 — 55 дворов, 250 человек
- 1960 — 313 жителей
- 1997 — 51 двор, 124 жителя
- 2013 — 29 дворов, 64 жителя

## Известные уроженцы
- Мысливец, Валентина Петровна — доярка Дзержинской госплемстанции Дзержинского района Минской области, герой Социалистического Труда
- Тарловский, Василий Иванович — командир стрелковой роты 201-го гвардейского стрелкового полка 67-й гвардейской стрелковой дивизии 23-го гвардейского стрелкового корпуса 6-й гвардейской армии 1-го Прибалтийского фронта, гвардии старший лейтенант, Герой Советского Союза